# Parafia św. Stanisława w Czemiernikach
Parafia Świętego Stanisława w Czemiernikach – parafia rzymskokatolicka w Czemiernikach, należąca do archidiecezji lubelskiej i Dekanatu Czemierniki. Została erygowana w 1325. Mieści się przy ulicy Radzyńskiej. Parafię prowadzą księża diecezjalni.

## Zasięg parafii
Do parafii należą wierni z następujących miejscowości: Amelin, Babczyzna, Bełcząc, Czemierniki-Kolonia, Dębica, Działyń, Łubka, Pomyków, Skoki, Stoczek, Stójka, Wierzchowiny Nowe, Wólka Siemieńska, Wygnanów, Zawada.

## Proboszczowie
- ks. Jerzy Latawiec (2013–2025)[2]
- ks. Gustaw Sikora (2025– )[3]